# 和歌山県道199号芳養清川線
和歌山県道199号芳養清川線（わかやまけんどう199ごう はやきよかわせん）は、和歌山県田辺市から日高郡みなべ町に至る一般県道である。

## 概要
田辺市芳養松原2丁目から日高郡みなべ町清川に至る。
本路線は、起点・終点ともに国道424号と接している県道である。途中で1車線の道が狭い区間もあるため、田辺市の芳養地区から日高郡みなべ町の清川地区へ行く場合、国道424号を通った方が安全性や快適性がある。
起点から田辺市上芳養までは主に芳養川に沿って通る。

### 路線データ
- 起点：和歌山県田辺市芳養松原2丁目（芳養松原交差点、国道424号交点）
- 終点：和歌山県日高郡みなべ町清川（国道424号交点）
- 実延長：18.250 km

## 歴史
- 1994年（平成6年）4月1日 - 和歌山県道199号芳養清川線として認定[1]。
- 2018年（平成30年）
  - 3月17日 - 面谷トンネル開通[2]。
  - 3月29日 - 中芳養トンネル供用開始[3]。
- 2019年（平成31年）1月28日 - 本路線の清川橋（日高郡みなべ町清川）道路改良工事が「平成29年度完成工事 和歌山県優良工事表彰工事」に選ばれたことが発表された[4]。

## 路線状況

### 重複区間
- 和歌山県道30号田辺印南線（田辺市上芳養）

### 道路施設

#### 橋梁
- 保原橋（芳養川、田辺市）
- 脇田橋[5]（田辺市）
- 八幡橋[5]（田辺市）
- 清川橋[4]（日高郡みなべ町）

#### トンネル
- 中芳養（なかはや）トンネル：延長220 m[3]、2017年（平成29年）竣工、田辺市

田辺市中芳養地区には、幅員が狭く線形不良のため大型車の離合が困難な区間があり、それを解消するために作られたトンネルである。2012年（平成24年）度に事業着手され、2018年（平成30年）3月29日に供用開始となった。
- 中央トンネル：延長140 m、2001年（平成13年）竣工、田辺市（和歌山県道30号田辺印南線重複区間内）
- 面谷（おもだに）トンネル：延長653 m[6]、2016年（平成28年）竣工、田辺市 - 日高郡みなべ町

従来の面谷トンネルは①1953年（昭和28年）の建設から60年以上たち、老朽化している②幅員が狭く、乗用車の対向が困難③高さ2.8 m以上の大型車両が通行できないなどの問題があった。2011年（平成23年）9月の平成23年台風第12号（紀伊半島大水害）の際には、本路線や国道424号が土砂災害で不通となって 日高郡みなべ町清川地区が孤立した。このような背景から、地元では道路の整備を求める声が高まっていた。そこで、トンネルの架け替えが行われることになり、2013年（平成25年）度から和歌山県が事業に着手。2015年（平成27年）9月7日からトンネル堀削が始まり、2018年（平成30年）3月17日から供用開始となった。幅員は架け替え前の3.3 mから6.5 mに拡大された。

## 地理

### 通過する自治体
- 和歌山県
  - 田辺市 - 日高郡みなべ町

### 交差する道路
| 交差する道路                          | 市町村名 | 市町村名 | 交差する場所  | 交差する場所          |
| ------------------------------------- | -------- | -------- | ------------- | --------------------- |
| 国道424号 / 熊野街道                  | 田辺市   | 田辺市   | 芳養松原2丁目 | 芳養松原交差点 / 起点 |
| 国道42号 / 田辺西バイパス             | 田辺市   | 田辺市   | 芳養松原2丁目 | 芳養ランプ            |
| 和歌山県道35号上富田南部線            | 田辺市   | 田辺市   | 中芳養        | 中芳養交差点          |
| 和歌山県道200号中芳養南部線           | 田辺市   | 田辺市   | 中芳養        |                       |
| 和歌山県道30号田辺印南線 重複区間起点 | 田辺市   | 田辺市   | 上芳養        |                       |
| 和歌山県道30号田辺印南線 重複区間終点 | 田辺市   | 田辺市   | 上芳養        |                       |
| 国道424号                             | 日高郡   | みなべ町 | 清川          | 終点                  |

### 交差する鉄道
- 紀勢本線

### 沿線
| 施設名                | 市町村名 | 市町村名 | 所在地 |
| --------------------- | -------- | -------- | ------ |
| 田辺市立中芳養中学校  | 田辺市   | 田辺市   | 中芳養 |
| 田辺市立中芳養小学校  | 田辺市   | 田辺市   | 中芳養 |
| 田辺市立中芳養幼稚園  | 田辺市   | 田辺市   | 中芳養 |
| 田辺市立上芳養小学校  | 田辺市   | 田辺市   | 上芳養 |
| 上芳養郵便局          | 田辺市   | 田辺市   | 上芳養 |
| みなべ町立清川小学校  | 日高郡   | みなべ町 | 清川   |
| みなべ町役場 清川支所 | 日高郡   | みなべ町 | 清川   |